# Melon (tenda de música)
Melon (el nom és una contracció de "Melody on") és una tenda de música en línia sud-coreana creada per Loen Entertainment (empresa del grup empresarial SK Group). És la tenda de música en línia més potent de Corea del Sud. Els seus competidors són Bugs Music and Mnet.
Wonsu Shin fou un dels empleats clau en la creació d'aquest servei.
Des de 2009 es realitzen els premis Melon. A més, des del 2009 controla el 40% del mercat sud-coreà.
Des de 2014 utilitzà la mineria de dades per a processar les dades massives relacionades amb la música.
El 2016 l'empresa responsable d'una aplicació mòbil de missatgeria Kakao invertí en Loan Entertainment, l'operadora de MelOn.
La música està protegida davant la pirateria amb el format DRM Contect Format (format definit per Open Mobile Alliance). Uns investigadors aconseguiren trencar la protecció. La música descarregada mitjançant el servei de Melon solament pot ser reproduït pel reproductor de Melon, el Melon Player (descarregable des del lloc web).
Un dels serveis és "Free-Club", on les descàrregues i flux de dades de música són il·limitades.